# Syd Cozens
Sydney Turner „Syd” Cozens (ur. 17 lipca 1908 w Manchesterze, zm. 5 lutego 1985 w Nowym Brunszwiku w Kanadzie) – brytyjski kolarz torowy, dwukrotny medalista mistrzostw świata.

## Kariera
Pierwszy sukces w karierze Syd Cozens osiągnął w 1929 roku, kiedy zdobył srebrny medal w sprincie indywidualnym amatorów podczas mistrzostw świata w Zurychu. W zawodach tych wyprzedził go jedynie Holender Antoine Mazairac, a trzecie miejsce zajął Duńczyk Willy Gervin. Wynik ten Cozens powtórzył na rozgrywanych rok później mistrzostwach świata w Brukseli. Tym razem najlepszy był Francuz Louis Gérardin, a na najniższym stopniu podium stanął Włoch Bruno Pelizzari. Ponadto w 1928 roku Brytyjczyk wziął udział w igrzyskach olimpijskich w Amsterdamie, jednak odpadł w eliminacjach sprintu. Trzykrotnie zwyciężała w sprinterskich zawodach w Paryżu (1929-1931), a w 1934 roku wygrał zawody cyklu Six Days w Londynie. W 1940 roku zakończył karierę.
W 1955 roku został managerem jednego z pierwszych zawodowych brytyjskich zespołów – Hercules. Pod jego wodzą brytyjscy kolarze nie osiągnęli żadnego sukcesu. Były kolarz z Manchesteru nie cieszył się dobrą opinią wśród swoich podopiecznych. Jeden z kolarzy zespołu – Brian Robinson określił Cozensa mianem „bandyty”.